# ایکاروس (دهانه)
ایکاروس یک دهانه برخوردی در ماه‌ است.

## دهانه‌های اقماری
این دهانه ۷ دهانه اقماری دارد.
| Icarus | عرض جغرافیایی | طول جغرافیایی | قطر          |
| ------ | ------------- | ------------- | ------------ |
| E      | ۵.۲° S        | ۱۶۸.۸° W      | ۲۱.۰ کیلومتر |
| D      | ۴.۳° S        | ۱۷۱.۲° W      | ۶۸.۰ کیلومتر |
| H      | ۷.۸° S        | ۱۶۹.۴° W      | ۳۲.۰ کیلومتر |
| J      | ۷.۳° S        | ۱۷۰.۹° W      | ۳۲.۰ کیلومتر |
| Q      | ۷.۸° S        | ۱۷۶.۲° W      | ۴۱.۰ کیلومتر |
| V      | ۳.۹° S        | ۱۷۶.۰° W      | ۳۶.۰ کیلومتر |
| X      | ۲.۲° S        | ۱۷۵.۵° W      | ۴۳.۰ کیلومتر |